# Přemyšlská církevní provincie

Přemyšlská církevní provincie

Přemyšlská církevní provincie je jedna z čtrnácti církevních provincií římskokatolické církve na území Polské republiky.
Byla vytvořena dne 25. března 1992 papežskou bulou Totus Tuus Poloniae populus.
Území provincie se člení na tyto diecéze:
- Arcidiecéze přemyšlská (vznik kolem 1340, do 1375 podléhala přímo Svatému stolci, v letech 1375-1412 část Haličské církevní provincie, pak v letech 1412-1992 část její nástupkyně Lvovské církevní provincie)
- Diecéze řešovská (vznik 1992)
- Diecéze zamośćsko-lubaczowská (vznik 1992)

V čele Přemyšlské církevní provincie stojí arcibiskup-metropolita přemyšlský, v současnosti (od roku 1993) Józef Michalik.